# Miglierina
Miglierina är en ort och kommun i provinsen Catanzaro i regionen Kalabrien i Italien. Kommunen hade 739 invånare (2018).